# پل گلدن ایرز
پل گلدن ایرز (انگلیسی: Golden Ears Bridge) یک پل با شش خط در مترو ونکوور، بریتیش کلمبیا است.
این پل رود فریزر را در بر می‌گیرد و لنگلی، بریتیش کلمبیا (شهرداری ناحیه) را در سمت جنوبی با پیت مدوز و میپل ریج در سمت شمالی متصل می‌کند.